# Bivínides
Els Bivínides foren una nissaga de la noblesa franca formada pels descendents de Biví de Viena. El terme bivínida fou introduït pels historiadors alemanys per distingir els descendents de Biví de Viena dels Bosònides, d'ençà que es va saber que Biví (contra el que es pensava antigament) no era fill de Bosó l'Antic i en tot cas era el gendre.

## Genealogia
```
Biví
 (822-877), abat de 
Gorze

│
├─
Bosó V de Provença
 (?-
887
), 
rei de Provença
 (
879
 - 
887
).
│ 1) X Nom desconegut, enverinada per Bosó.
│ 2) el 
876
 
Ermengarda
 (
Dinastia carolíngia
)
│ │
│ ├─De 1 
Wil·la
 (vers 873 - abans 924), esposa de 
Rodolf I de Borgonya
, i després d'
Hug d'Arle
 (vers 
882
 - 
947
) 
│ │ 
│ │ 
│ │
│ ├─De 2 
Engelberga
 (?-?).
│ │ casada amb 
Guillem I d'Aquitània

│ │
│ ├─De 2 Ermengarda (?-?).
│ │ casada amb 
Manassès I de Chalon
 (mort vers 925)
│ │ │
│ │ └── 
Gilbert de Chalon
 (mort el 956) 
│ │
│ └─De 2 
Lluís III el Cec
 (vers 882-
928
), 
rei de Provença
 (
890
 - 
928
), 
rei d'Itàlia
 (
900
), 
│ 
emperador d'Occident
 (
901
 - 
905
).
│
├─
Ricard II de Borgonya
 dit “El Justicier” (?-
921
), 
duc de Borgonya
.
│ casat amb Adelaida (filla de Conrad II)
│ │
│ ├─Ermengarda de Borgonya (?-?).
│ │ casada amb 
Gilbert de Chalon
 (mort el 956)
│ │
│ ├─
Raül I
 (vers 890-
936
), rei de França (
923
 - 
936
), duc de Borgonya (
921
 - 936).
│ │ casat amb 
Emma de França
 (vegeu també 
Robertins
)
│ │
│ ├─
Hug el Negre
 (?-
952
), duc de Borgonya (936 - 
952
), casat amb una filla de Gilbert de Borgonya.
│ │ 
│ └─
Bosó I
 (Bosó de Borgonya) (mort el 
935
)
│ casada amb 
Berta d'Arle
 (mort després de 965) 
│ 
│
└─
Riquilda d'Ardennes
 (morta vers 910).
casada amb 
Carles el Calb

│
└─
Rotilda
 (vers 
871
 - vers 
928
).
```